# War Zone (álbum)
War Zone es el segundo álbum de estudio del grupo de hip hop Black Moon, lanzado casi seis años después de su influyente debut Enta Da Stage. Luego de separarse de Nervous Records, el grupo empezó una larga batalla legal por la licencia del nombre, que finalmente fue resuelto en 1998, y pudieron licenciar el nombre a través de Nervous. Aunque muchos de los álbumes lanzados por la familia Boot Camp Clik entre 1997 y 1999 recibieron mediocres críticas, War Zone acumuló alguna aclamación fuerte y moderadas ventas. El álbum contó con los sencillos "Two Turntables & A Mic" y "This Is What It Sounds Like (Worldwind)".
5ft, quien solo apareció en tres temas en el debut del grupo Enta Da Stage, hizo la mayoría de las apariciones de su carrera aquí, participando en seis canciones.
El grupo de producción Da Beatminerz elaboró un sonido diferente al ya oído en Enta Da Stage, para War Zone los beats fueron con un futurístico sonido lo-fi. Aunque War Zone tiene su porción de temas hardcore, oscuros (como lo visto en Enta Da Stage), la mayoría de War Zone consiste en canciones que hablan de los problemas sociales y económicos, mientras que Buckshot muestra una madurez no vista en Enta Da Stage.

## Lista de canciones
| #  | Título                                    | Artista (s)                  |
| -- | ----------------------------------------- | ---------------------------- |
| 1  | "Intro"                                   | *Interludio*                 |
| 2  | "The Onslaught"                           | Buckshot, Busta Rhymes       |
| 3  | "War Zone"                                | Buckshot, 5ft                |
| 4  | "This Is What It Sounds Like (Worldwind)" | Buckshot                     |
| 5  | "Freestyle"                               | Buckshot                     |
| 6  | "Five (Interlude)"                        | 5ft                          |
| 7  | "For All Y'all"                           | 5ft, Heather B.              |
| 8  | "Come Get Some"                           | Louieville Sluggah, Buckshot |
| 9  | "Weight Of The World"                     | Buckshot, 5ft                |
| 10 | "Evil Dee Is On The Mix"                  | *Instrumental*               |
| 11 | "Show Down"                               | Buckshot, Q-Tip              |
| 12 | "One-Two"                                 | Buckshot, 5ft                |
| 13 | "Frame"                                   | Steele, Tek, Buckshot        |
| 14 | "Buckshot (Interlude)"                    | Buckshot                     |
| 15 | "Two Turntables & A Mic"                  | Buckshot                     |
| 16 | "Annihilation"                            | Teflon, 5ft, M.O.P.          |
| 17 | "Duress"                                  | Buckshot                     |
| 18 | "Throw Your Hands In The Air"             | Buckshot                     |
| 19 | "Outro"                                   | Buckshot, Rock               |

### Canciones adicionales
En 2006, Duck Down Records lanzó un álbum llamado War Zone Revisited con la lista de canciones originales de War Zone más dos canciones adicionales.
 
20. "The Streets"

21. "Just Us"

## Posición del álbum en las listas
| Año  | Álbum    | Posición en la lista | Posición en la lista   | Posición en la lista |
| Año  | Álbum    | Billboard 200        | Top R&B/Hip Hop Albums |                      |
| 1999 | War Zone | #35                  | #9                     |                      |

## Posición de los sencillos en las listas
| Año  | Canción                                   | Posición en la lista | Posición en la lista             | Posición en la lista |
| Año  | Canción                                   | Billboard Hot 100    | Hot R&B/Hip-Hop Singles & Tracks | Hot Rap Singles      |
| 1999 | "Two Turntables & A Mic"                  | -                    | #82                              | -                    |
| 1999 | "This Is What It Sounds Like (Worldwind)" | -                    | -                                | #13                  |